# ピエトロ・チェッカレリ
ピエトロ・チェッカレリ（Pietro Ceccarelli、1992年2月16日 - ）は、トップ14・USAペルピニャンに所属するラグビーユニオン選手。

## プロフィール
- イタリア、ローマ出身[1]。
- ポジションはプロップ(PR)。
- 身長 184cm、体重 118kg
- U20イタリア代表に選ばれたことがある[2]。
- イタリア代表キャップは31（2024年3月現在）でラグビーワールドカップ2023のイタリア代表に選ばれた[3]。

## 略歴
SSラツィオ、ラ・ロシェル、ASマコン、ゼブレ・パルマ、オヨナ、エディンバラ、CAブリーヴを経て、2023年、USAペルピニャンに加入。 